# Елі Сааб
Елі Сааб (араб. إيلي صعب, іноді просто «EC»; нар. 4 липня 1964) — ліванський модельєр.
У 1982 році Сааб розпочав свою  марку одягу в Бейруті, коли йому було 18 років. Його основний магазин у Лівані, країні, з якою він як і раніше сильно пов'язаний. Він також має магазини в Мілані та Парижі.
Народився в маронітській католицькій родині в Бейруті, Сааб виховувався самостійно. Він почав шити, і знав, що в один прекрасний день він буде заробляти цим на життя. В 1981 він переїхав до Парижа вчитися модельному бізнесу, але повертається і відкриває власну майстерню в 1982. В 1997 Сааб став першим не-італійським дизайнером, який став членом італійського «Національного модного дому», та в 1997, виходить його перша колекція за межами Лівану в Римі. В 1998, він почав працювати в Мілані, і в той самий рік, він провів модний показ в Монако на якому була присутня принцеса Монако Стефанія.
Він отримав раптовий успіх після того як став першим ліванським дизайнером сукні Лауреата премії Оскар, Геллі Беррі в 2002 році. Беррі одягнула бордову сукню від Сааба в 2002 році на нагороду Академії, коли вона виграла премію за найкращу жіночу роль. Беррі пізніше теж одягнула сукню від Сааба, цього разу золоту сукню, у 2003 році на «Оскар».
У травні 2003 року,Chambre Syndicale de la Haute Couture запропонував йому стати членом, і він показав свою першу haute couture колекцію в Парижі у липні 2003 року. Його перша готова колекція в Парижі була колекцією Весна-Літо, і Париж все ще є його постійним містом для показів.
Його роботи можна знайти у всіх куточках світу, бутики розташовані у Бейруті, Парижі, Лондоні (магазини Херродс).

## Весільні сукні Елі Сааб, що стали легендами
Серед найбільш відомих весільних суконь, створених Елі Саабом, варто виділити ті, що стали справжніми історичними моментами:
- Коронація принцеси Ранія аль-Абдулла: у 1999 році принцеса Ранія аль-Абдулла обрала сукню від Елі Сааба для своєї коронації.
- Весільна сукня принцеси Стефані де Ланнуа (Бельгія, 2012): Розкішна біла сукня з довгим шлейфом та витонченим мереживом підкорила серця мільйонів.
- Сукня для королівського весілля принцеси Клер Люксембурзької (2013): Граційне та величне вбрання, що поєднувало класичний стиль із сучасною елегантністю.

Люди в моделях Елі Сааб:
- Бренді Норвуд
- Бейонсе[5]
- Ахлам
- Елісса
- Шрідеві
- Айшварія Рай[6]
- Анна Кендрік[7]
- Крістіна Агілера[8]
- Кетрін Зета-Джонс[5]
- Елізабет Херлі[5]
- Геллі Беррі[4]
- Марсія Кросс[5]
- Маріон Котіяр
- Емануель Белард[5]
- Королева Ранія[5]
- Тері Хетчер[9]
- Анджеліна Джолі[10]
- Навал Ель Зоджбі
- Тоні Коллетт
- Хізер Грем
- Ріанна
- Дакота Фаннінг
- Фан Бінгбінг
- Скарлет Йохансон
- Вікторія, Принцеса Швеції[11]
- Анна Кендрік[12]
- Рейчел МакАдамс[12]
- Крістен Стюарт[12]
- Флоренс Велч[13]
- Емі Адамс[13]
- Єлена Аная[13]
- Крістін Скотт Томас[14]
- Ліа Сайдо[14]
- Селін Діон[15]
- Міла Куніс[15]